# Bobbi Brown
Bobbi Brown (14 de abril de 1957) es una maquilladora artística profesional, estadounidense, fundadora y CCO de Bobbi Brown Cosméticos. Brown ha escrito ocho libros acerca de maquillaje y belleza. Ella es editora y colaboradora de Health Magazine y de Beauty & Lifestyle editor de Elvis Duran y the Morning Show, una emisión de radio.

## Biografía
Nacida en una familia judía en Chicago Illinois, Brown se graduó del Colegio Emerson en Boston con una carrera en maquillaje teatral. En 1980, ella se mudó a la Ciudad de  Nueva York para trabajar como artista maquilladora profesional. Brown se hizo conocida por un estilo de maquillaje que incluye tonos moderados y naturales, que fue un contraste bastante relevante con los colores brillantes utilizados en el momento. En 1991, ella y un químico lanzaron una línea nueva de barras para labios bajo la marca Bobbi Brown Esencialshe, la cual debutó en Bergdorf Goodman dentro de la ciudad de Nueva York. El éxito de su línea de maquillaje le permitió a Estée Lauder comprar la compañía en 1995. Su trabajo ha hecho aparición en numerosas e importantes revista como Elle, Vogue, Self y Town & Country. Brown fue reconocida dentro de New Jersey Hall of Fame como parte de la "Clase" del 2013.

## Compañía
En 1990, Brown trabajó con un químico para llegar a diez tonos naturales de lápiz labial. En 1991, los diez tonos debutaron bajo el nombre de Bobbi Brown Essentials en Bergdorf Goodman. El año siguiente, ella realizó la fundación de labiales "Amarillo tonificado". La Compañía de Estée Lauder compró Bobbi Brown Esencial en 1995; Brown mantuvo el control creativo por completo de la línea de maquillaje. En el 2007, se abrió la primera tienda independiente de compra al menudeo de Bobbi Brown en Nueva Jersey con una escuela de maquilaje en la parte trasera. En el 2012, la tienda de Maquillaje Bobbi Brown estuvo invitada para representar aproximadamente 10% de la compañía de Estée Lauder en sus ventas totales. A partir de enero de 2014, había aproximadamente treinta tiendas de venta al menudeo de los cosméticos de Bobbi Brown.

## Otras líneas de productos
Bobbi Brown tiene una colección de seis fragancias incluyendo Bobbi, Beach, Bath, Almost Bare, Bobbi’s Party y Bed.
En el 2013, Bobbi Brown trabajó con Grupo Safilo S.A para producir una línea de gafas "Gafas Bobbi Brown".

## Libros
- Bobbi Brown Belleza: El último recurso (1996) (ISBN 0-446-58134-8)[5][18]
- Bobbi Brown Belleza adolescente: Todo lo que necesitas para verte hermosa, Natural, Sexy y encantadora (2000) con Annemarie Iverson, New York Times Best Seller (ISBN 0-06-095724-7)[22]
- Bobbi Brown La Evolución de la Belleza: Una guía para una vida de belleza (2002) (ISBN 0-06-008881-8)[11]
- Bobbi Brown Viviendo Bella (2007) (ISBN 0-8212-5834-6)
- Bobbi Brown Manual de Maquillaje: Para todos, desde principiantes hasta expertos (2008) (ISBN 0-446-58134-8)
- Bobbi Brown Las reglas de la belleza (2010) (ISBN 0-811-87468-0)
- Bobbi Brown Poder hermoso (2012) con Sara Bliss (ISBN 0-811-87704-3)
- Ojos de Todos (2014) con Sara Bliss (ISBN 978-1-4521-1961-8)

## Causas
La tienda Bobbi Brown lanzó la campaña de "The Pretty Powerful" (El Hermoso Poder) para mujeres y niñas en el Día internacional de la Mujer en el 2013. Pretty Powerful apoya a organizaciones que buscan el empoderamiento de las mujeres a través de programas de capacitación laboral y a niñas a través de su educación. Los beneficiarios hasta la fecha incluyen Dress for Success, The Broome Street Academy High School, y el fondo The Girl Rising Fund.
El Presidente Barack Obama nombró a Brown para el Comité Asesor de Política y Negociaciones Comerciales en 2010.

## Vida personal
Brown está casada con Steven Plofker, tiene tres hijos y vive en Nueva Jersey.